# Schillersdorf
Schillersdorf é uma comuna francesa na região administrativa de Grande Leste, no departamento Baixo Reno. Estende-se por uma área de 7,48 km². Em 2010 a comuna tinha 442 habitantes (densidade: 59,1 hab./km²).